# كارولاين ماس
كارولاين ماس (بالإنجليزية: Carolyne Mas)‏ هي عازفة قيثارة وموسيقية ومغنية وكاتبة أغاني ومغنية مؤلفة أمريكية، ولدت في 20 أكتوبر 1955 في نيويورك في الولايات المتحدة.

## وصلات خارجية
- كارولاين ماس على موقع ميوزك برينز (الإنجليزية)
- كارولاين ماس على موقع ديسكوغز (الإنجليزية)